# 查加爾奈亞烏帕齊拉
查加爾奈亞乌帕齐拉是孟加拉国吉大港縣的一个乌帕齐拉，位於吉大港专区的費尼縣。。

## 人口
據1991年孟加拉國人口普查，查加爾奈亞共有戶數26564戶，人口154116人。其中男性佔比49.79%，女性佔比50.21%；成年人口73,541人。該地7歲以上人口之平均識字率為43.9%。